# Glutaril-CoA deidrogenasi
La glutaril-CoA deidrogenasi è un enzima appartenente alla classe delle ossidoreduttasi, che catalizza la seguente reazione:
glutaril-CoA + accettore ⇄ crotonoil-CoA + CO2 + accettore ridotto
È una flavoproteina.